# Il boia
Il boia (The Hangman) è un film del 1959 diretto da Michael Curtiz.
È un film western statunitense con Robert Taylor, Tina Louise e Fess Parker.

## Trama
Il vice marshall Mac Bovard, noto come il Boia per i suoi successi nel catturare e far condannare a morte i criminali, riesce ad arrestare tre dei quattro fuorilegge che hanno compiuto una rapina a mano armata, conclusasi con un omicidio. Due vengono impiccati subito e il terzo lo sarà di lì a poco ma è lui l'uomo che può aiutare il marshall a trovare il quarto rapinatore, John Butterfield, il cui volto Bovard non ha mai visto, ma il terzo fuorilegge rifiuta di collaborare. Sapendo che Butterfield era stato un soldato di cavalleria dell'esercito degli Stati Uniti, Bovard si reca, allora, al fort dove Butterfield aveva prestato servizio, Fort Kenton, sperando di ottenere qualche informazione utile per identificarlo. Un soldato gli suggerisce di parlare con Selah Jennison, una giovane donna che si guadagna da vivere facendo la lavandaia al fort, dicendogli che il marito di Selah conosceva Butterfield. Contattata la ragazza, questa rifiuta di aiutare Bovard, anche quando gli viene offerta una ricompensa di $500, perché Butterfield l'aveva aiutata dopo la morte di suo marito e, quindi, non vuole tradirlo. Bovard, poi, si reca a  North Creek dove sospetta si trovi Butterfield e qui individua un conducente di carri, Johnny Bishop, che potrebbe essere l'uomo che sta cercando ma lo sceriffo del paese, Buck Weston, cerca di fargli cambiare idea dicendogli che Bishop è uno degli uomini più popolari in città. Selah, a cui Bovard, di proposito, aveva lasciato degli indizi per indurla a recarsi a North Creek e incontrarsi con il marito, giunge dopo qualche giorno in paese per avvertire Bishop, che è effettivamente Butterfield, che il marshall è sulle sue tracce. Durante il confronto, il giovane le giura che egli ha solo badato ai cavalli dei malviventi, senza sapere che essi stavano compiendo una rapina.
Con uno stratagemma e senza l'aiuto di Selah, il marshall riesce ad accertarsi che Bishop è l'uomo che sta cercando e, successivamente, lo  persuade ad arrendersi e lo arresta. Selah, allora, affronta Bovard, chiamandolo "boia" e rinfacciandogli che non è interessato a conoscere la verità. Bovard le rivela che venti anni prima stava andando in California per iniziare ad esercitare la professione di avvocato, accompagnato dal fratello, ma la loro diligenza fu assaltata dai fuorilegge che uccisero il fratello. Da allora Bovard divenne un uomo di legge e catturò tutti gli assassini di suo fratello che furono successivamente impiccati, facendo della lotta ai criminali il suo scopo di vita.
Gli uomini della città, poco dopo, riescono a far evadere Butterfield, benvoluto da tutti. Bovard lo vede allontanarsi a cavallo, poi alza la pistola e spara in aria, permettendogli di fuggire mentre Selah vede la scena e capisce cosa ha fatto. La mattina dopo, Bovard dà a Weston la sua stella e gli chiede di inviarla al marshall Cummings, il suo superiore, perché vuole dimettersi e dopo ha intenzione di recarsi in California dove aprirà uno studio da avvocato, come avrebbe voluto fare vent'anni prima. Poi, Bovard chiede a Selah cosa voglia fare e riceve la risposta che segretamente sperava: la donna vuole andare in California con lui.

## Produzione
Il film, diretto da Michael Curtiz su una sceneggiatura di Dudley Nichols e W. R. Burnett e un soggetto basato sul racconto breve Pull Your Freight di Luke Short (apparso su Riders West), fu prodotto da Frank Freeman Jr. per la Paramount Pictures e girato negli studios di Old Tucson a Tucson, Arizona, dal 22 settembre a fine ottobre 1958.

## Distribuzione
Il film fu distribuito con il titolo The Hangman negli Stati Uniti dal 17 giugno 1959 al cinema dalla Paramount Pictures.
Altre distribuzioni:
- in Germania Ovest l'8 gennaio 1960 (Der Henker)
- in Francia il 24 gennaio 1960 (Le bourreau du Nevada)
- in Austria nel febbraio del 1960 (Der Henker)
- in Messico il 4 febbraio 1960 (El verdugo)
- in Finlandia il 1º aprile 1960 (Rautainen sheriffi)
- in Svezia il 20 giugno 1960 (Galgen väntar)
- in Danimarca il 9 aprile 1962 (Vestens blodhund)
- in Brasile (O Mensageiro da Morte)
- in Spagna (El justiciero)
- in Grecia (Mia kremala gia ton serifi e O dimios ton paranomon)
- in Italia (Il boia)
- in Portogallo (O Carrasco)
- in Jugoslavia (Dzelat iz Nevade)

## Critica
Secondo il Morandini il film è una "laboriosa variazione sul tema della delazione" in cui l'unica caratteristica rilevante resterebbe solo l'azione.
Secondo Leonard Maltin il film è "a metà strada tra il western e il poliziesco" e pecca a livello della caratterizzazione psicologica dei personaggi.